# Inskrypcja z Dajr Alla
Inskrypcja z Dajr Alla (KAI 312) – inskrypcja aramejska z IX–VIII w. p.n.e., odkryta przez holenderską ekspedycję kierowaną przez H.J. Frankena 17 marca 1967 w Dajr Alla w Jordanii. Tekst inskrypcji został opublikowany po raz pierwszy w 1976. Mówi o proroctwie Balaama, syna Beora, identyfikowanego z Balaamem opisanym w Biblii.

## Historia
Znalezisko składa się ze 119 fragmentów tynku pokrytych napisem. Według rekonstrukcji archeologów tekst pierwotnie zapisany był na ścianie budynku (zniszczonego później przez trzęsienie ziemi) w czterech polach, otoczonych czerwoną ramką, i ozdobiony był rysunkami. Większość tekstu zapisana była czarnym tuszem, wyróżnienia miały kolor czerwony. Szerokość kolumny wynosiła 38 cm, wysokość szacowana jest na 60–90 cm. Linie zawierały średnio 48 liter.
Przeznaczenie budynku, w jakim znaleziono inskrypcję, nie jest ustalone. Zdaniem G. van der Kooija nie ma przesłanek ku temu, by spełniał on funkcje kultowe, a część miasta w jakiej ją znaleziono ma charakter mieszkalno-gospodarczy. Zdaniem Rolanda Deinesa popularny pogląd, jakoby budynek stanowił świątynie, wynika z przyjętego z góry założenia, że to świątynie stanowiły miejsce utrwalania tekstów prorockich.
Tekst spisany był północno-zachodnim pismem semickim. Uczeni nie są zgodni co do kwalifikacji dialektu, w jakim powstała inskrypcja – jedni zaliczają go do grupy języków kananejskich, inni dostrzegają związki z językiem staroaramejskim. Pierwotna wersja tekstu powstała najprawdopodobniej na długo przed spisaniem w odnalezionej formie. 
Odnalezione fragmenty zostały przyporządkowane przez J. Hoftijzera i G. van der Kooija do dwóch zestawień i kilku mniejszych grup, których wzajemne powiązania są niejasne. Większość studiów poświęcona jest zestawieniu I. Mimo że jest ono fragmentaryczne, udało się po części zrekonstruować jego treść. Mówi on o Balaamie, synu Beora, którego nocą nawiedzili bogowie. Po otrzymaniu wiadomości od jednego z nich, Balaam następnego ranka zaczyna płakać. Zapytany o przyczyny swego smutku opowiada o zapowiedzianej przez bogów klęsce, prawdopodobnie suszy.
Forma i miejsce, w których znajdowała się inskrypcja, sugeruje, że miała znaczenie edukacyjne. Wizja Balaama przypomina biblijne teksty zapowiadające nadejście dnia Jahwe. Tytuł tekstu, „Księga Balaama, syna Beora, widzącego bogów”, ma wśród nagłówków proroctw biblijnych tylko jedną analogię (Na 1,1), nieco przypomina natomiast tytuły ksiąg wspominanych w Biblii, jak Księga Wojen Jahwe.
Zdaniem André Lemaire'a Balaam odgrywał istotną rolę w aramejskiej tradycji literackiej, co wpłynęło na włączenie go do tradycji biblijnej.